# АукцЫон
«АукцЫо́н» — советская и российская рок-группа, основанная Леонидом Фёдоровым в Ленинграде. Датой основания группы считается 1978 год. Группа экспериментировала в различных стилях, совмещая на разных этапах творчества элементы постпанка, джаза и новой волны.

## История

### Ранний этап
Осенью 1978 года Леонид Фёдоров собрал из одноклассников группу. Начинали они втроём: Леонид Фёдоров (гитара), Дмитрий Зайченко (бас) и Алексей Вихрев (барабаны). Два года спустя их ряды пополнили ещё два школьных приятеля Леонида: Михаил Малов (гитара, вокал) и Виктор Бондарик (бас-гитара), а Зайченко переключился на орган. Тогда же к ним присоединился Сергей «Скво» Скворцов в качестве звукооператора и осветителя. Группа стала выступать на танцах, изменив название[с какого?] сначала на «Параграф», а затем на «Фаэтон».
В 1979 году Бондарик знакомит Фёдорова с Олегом Гаркушей. Фёдоров, который ранее сочинял музыку в основном на тексты из различных книг и журналов, начинает использовать стихи Олега, который, помимо написания стихов, также помогал в транспортировке аппаратуры группы. Группа перебирается из квартиры на первую свою репетиционную базу — в клуб «Ленинградец». К тому времени состав ансамбля, не имевшего тогда постоянного названия, состоял из Алексея Виттеля, Дмитрия Зайченко, Александра Помпеева на клавишах, Виктора Бондарика и Михаила Макова.
В 1980 году Фёдоров знакомится с Дмитрием Озерским. Изначально Дмитрий Озерский не играл ни на каких инструментах, а был только автором текстов. И по совету Фёдорова он начинает учиться играть на клавишах сначала в музыкальной школе, а затем, бросив её, продолжает обучение самостоятельно.
К весне 1981 года в составе «Фаэтона» числились: Леонид Фёдоров, Виктор Бондарик, Сергей Скворцов, Дмитрий Озерский (клавишные), Сергей Мельник (гитара), Евгений Чумичёв (барабаны), а также Олег Гаркуша, который в зависимости от ситуации выполнял функции звукорежиссёра, менеджера, грузчика, а также обеспечивал на сцене шумовые эффекты.

### Вступление в Ленинградский рок-клуб
В 1983 году из группы в армию уходит басист Виктор Бондарик, на его место приходит Сергей Губенко.
Фёдоров, не уверенный в своих возможностях вокалиста (сам он, несмотря на лечение у логопеда, сильно картавил), приглашает в качестве вокалиста Валерия Недомовного. Олег Гаркуша знакомит группу (тогда ещё «Фаэтон») с группой «Аквариум». Тогдашний участник «Аквариума» Михаил Файнштейн даёт группе совет вступить в недавно организовавшийся рок-клуб.
14 мая 1983 года группа становится кандидатами на вступление в Ленинградский рок-клуб и узнаёт дату их вступительного концерта (поздняя осень 1983 года). Состав группы меняется, из группы уходят Недомовный (вокал) и Мельник (гитара), на их место приходит гитарист и вокалист Сергей Лобачёв.
Группа, готовясь к первому «серьёзному» выступлению, начинает придумывать новое название; но, по воспоминаниям Фёдорова, дальше буквы «а», не продвигается. Так названием группы становится «Аукцион».
Вступительный концерт состоялся 18 ноября 1983 года и, по воспоминаниям участников группы, оказался не слишком удачным. Так, Фёдоров прокомментировал выступление группы: «Мы сыграли отвратительно, программа сырая, звучали фигово…». После концерта из группы уходят Лобачёв, Губенко и Чумичёв. У группы, несмотря на формальное вступление в рок-клуб, наступает двухгодичное затишье (до 1985 года). За это время через ряды «Аукциона» прошло порядка десяти не прижившихся барабанщиков, гитаристов, басистов и певцов.

### 1985—1986 годы. Возвращение к активности.Вернись в Сорренто
К началу 1985 года «Аукцион» после перерыва снова приступает к активным репетициям. Состав группы стабилизируется: вернувшийся из армии Бондарик — бас, Озерский — клавишные, Игорь Черидник — ударные, Николай Федорович — альт-саксофон. В мае 1986 года группа успешно выступает на IV Ленинградском рок-фестивале.
Группа работает над новой программой песен. Фёдоров, комплексующий по поводу вокала, приглашает в группу вокалиста Сергея Рогожина (которого «нашёл» Озерский):

«Захожу в ДК Металлистов, вижу пустой зал, где сидит комиссия, человек пять наверное. Тоже сажусь неприметно на стульчик в уголке, смотрю… На сцене безумие просто: носится Гаркуша со своей странной пластикой, поёт Леня Федоров, не выговаривавший тогда, по-моему, 32 буквы алфавита. А текст-то тогда в нашей рок-музыке считался первичным…
Комиссия смотрела, смотрела и вынесла вердикт: вы или солиста к логопеду сводите, или поменяйте его, что ли? «АукцЫонщики» стояли растерянные. Они поворачиваются к комиссии и заявляют: у нас есть солист. Вот он — в зале сидит. Это Леня говорит обо мне, не видев и не слышав меня до этого момента никогда. Полнейшая авантюра. А я не знаю ни одной песни «АукцЫона»! <...> Пока я иду к сцене, судорожно думаю: «Что мне спеть-то сейчас? И тут меня осенило. Когда-то в Запорожье, где я вырос, к нам приезжала венгерская группа «Пирамеш» — хардилово такое. Мне страшно понравилась у них одна рок-баллада. Её я и решил исполнить. И начинаю петь а капелла эту тему на венгерском языке!.. Я допел, и за моей спиной раздались одиночные аплодисменты. Хлопали сами «аукцыонщики». Из зала говорят: «Ну вот, у вас, оказывается, солист отличный, все слова слышны. Что же вы раньше о нём молчали?»».— С. Рогожин
Также к группе присоединяется художник Кирилл Миллер, занявшийся оформлением сцены и внешнего вида музыкантов. Группа успешно выступает на IV Ленинградском рок-фестивале в составе: Леонид Фёдоров (гитара, вокал), Олег Гаркуша (танцы, вокал), Сергей Рогожин (вокал), Виктор Бондарик (бас), Дмитрий Озерский (клавишные, вокал), Николай Рубанов (саксофоны, флейты), Николай Федорович (саксофон) и Игорь Черидник (барабаны). Рогожин получает приз за лучший вокал, а Олег Гаркуша — за артистизм. Группа, по приглашению журналиста и промоутера Андрея Коломойского, даёт два концерта в клубе «Север» в городе Выборг.
По возвращении группа начинает периодические выступления в различных ДК. Одно из выступлений (в ДК «Нива» поселка Шушары) было записано Сергеем Фирсовым и в дальнейшем распространялась как магнитоальбом Рио-де-Шушары. Запись считается раритетом, копии нет даже у участников группы, однако в 2014 году концертник «Рио-де-Шушары» был переиздан на CD в составе альбома «Д’обсервер».
Фёдоров стремился зафиксировать успешную программу на плёнку, и в различных условиях группа записывает альбом Вернись в Сорренто (официально выпущенный только спустя несколько лет).

### 1987 год. Новая программа и изменения в составе
К 1987 году, будучи уже популярной группой, «Аукцион» участвует в эпизодической роли в фильме «Взломщик», а Олег Гаркуша сыграл роль второго плана — друга главного героя.
Фёдоров и Озерский готовят программу новых песен «В Багдаде всё спокойно». Из группы уходит саксофонист Николай Федорович. По словам Озерского, материал создавался под впечатлением от творчества Гофмана, как образ некой волшебной страны: «Страна грёз представлялась нам чем-то вроде Арабских Эмиратов, в которых пропала нефть или ещё что-то. То есть это были такие, чисто умозрительные попытки переложения Гофмана на нашу современность».
Программа была представлена в июне 1987 года на V Ленинградском рок-фестивале. Во время исполнения группа активно использовала восточные мотивы в оформлении сцены и музыкантов. Новые песни были приняты прохладно публикой и критиками. В довершение Рогожин, на которого была ориентирована программа, объявил об уходе из «Аукциона» в группу «Форум». В группу ненадолго приходит гитарист Игорь Скалдин, которого сменяет Дмитрий Матковский, а вслед за ним состав усиливается перкуссионистом Павлом Литвиновым. Также к группе присоединяется танцор Владимир Весёлкин (он начинает вести дневник, в котором записывает некоторые события из жизни группы). Группа откладывает программу «В Багдаде всё спокойно» и начинает работу над новым материалом.

### 1988 год. «Как я стал предателем»
После активных гастролей 1987 года в группу приходит скрипач и вокалист Евгений Дятлов. В мае 1988 года группа приступает к записи альбома «Как я стал предателем», впервые работая в профессиональных условиях. Название альбому дала строчка из стихотворения Олега Гаркуши «Так я стал предателем», которое он придумал, когда увидел по телевизору передачу про бывшего тассовца, который стал шпионом. Строчка впоследствии вошла в текст «Новогодней песни» в альбоме. По неизвестным причинам оформлявший альбом Кирилл Миллер написал «Как я стал предателем».
«<…>Мы перешли от песен, идущих, что называется, от головы, к немного метафизическому материалу, к попыткам расшатать установленные нами же рамки. В процессе работы над этой программой я ощутил некий собственный рост, почувствовал, что взрослею и мыслю иначе, чем раньше», — отметил Дмитрий Озерский. 5 июня 1988 года группа презентует программу на VI Ленинградском рок-фестивале. Владимир Весёлкин так опишет концерт в своём дневнике: «У группы триумф. Всё снималось на видео. Впервые физически сопротивлялся слушателям, которые меня пытались разодрать, пока два приятеля Олега носили меня на „Нэпмане“ на своих громадных плечах». Дятлов, недовольный своей второстепенной (на его взгляд) ролью в группе, заявляет об уходе.
Летом и осенью 1988 года группа активно гастролирует по СССР. Барабанщик группы Игорь Черидник уходит в группу «Игры». Группа начинает срочный поиск барабанщика. После смены нескольких кандидатур им становится Борис Шавейников, принятый в группу накануне концертов по Дальнему Востоку. Именно Борису группа обязана своим названием. Он написал название группы с орфографической ошибкой «АукцЫон». Это название понравилось группе и прижилось в дальнейшем. В завершение 1988 года группа участвует в мемориальном концерте Александра Башлачёва во дворце спорта «Лужники».
В конце года в декабрьском номере журнала «Аврора» выходит формировавшийся до этого полгода мнением критиков и читателей список лучших советских рок-альбомов. В списке из 25 альбомов нет ни одной пластинки «АукцЫона». Несмотря на это, записи группы на Западе имеют определённый успех, и в 1989 году группа отправляется в первые свои заграничные гастроли.

### 1989 год. Зарубежные гастроли
1 февраля 1989 года «АукцЫон» вместе с группами «Звуки Му», «Ва-Банкъ» и певицей Екатериной Суржиковой приезжает в Берлин. Спустя два месяца с «Кино» и «Звуками Му» группа гастролирует по Франции в поддержку выпущенного там CD «Как я стал предателем». Там же (во Франции) состоялось знаковое знакомство группы с Алексеем Хвостенко, сыгравшим впоследствии немалую роль как в творчестве группы, так и в сольном творчестве Леонида Фёдорова. С поездками во Францию связан и известный скандал группы.
На фестивале в Ле-Бурже Владимир Весёлкин под песню «Нэпман» имитировал стриптиз, в результате оставшись в нижнем белье телесного цвета. Этот факт получил негативную оценку в советских газетах «Советская культура» и «Комсомольская правда». В «Комсомольской правде» вышла статья под названием «Поп-музыка? Блеснуть мастерством оказалось сложно. И тогда блеснули безвкусицей…», где группа обвинялась в пошлости и дурном вкусе. Владимир Весёлкин, собрав подписи видных деятелей ленинградской культуры, добился печати «Открытого письма группы „АукцЫон“» в номере газеты «Советская культура» от 12 мая 1989 года.
«Комсомольская правда» никак не отреагировала. Позднее Весёлкин повторяет этот номер в программе «Музыкальный ринг». Выступление вызвало негативную оценку, получив реплику из зала: «Ваша нарочито‑дегенеративная исполнительская манера смотрится дискредитацией советского рока».
Летом группа записывает на Ленинградской студии грамзаписи пластинку «В Багдаде всё спокойно». В ночь с 11 на 12 июня 1989 года «АукцЫон» закрывает последний VII Ленинградский рок-фестиваль. В этом году на репетициях группа уже активно играет композиции «Самолёт», «Пионер», «Любовь» и «Ябеда», которые скоро составят новый альбом группы.

### 1990—1991 годы.Жопа(Дупло) иБодун
К 1990 году группа активно работает над новым материалом. Между басистом Виктором Бондариком и барабанщиком Борисом Шавейниковым устанавливаются дружеские отношения, что способствует укреплению ритм-секции группы. Фёдоров договаривается о записи в студии Стаса Намина, где зимой записывает альбом Жопа. На виниловой пластинке он вышел в усечённой версии, а по цензурным соображениям название было заменено на Дупло. Также в 1990 году на фирме «Мелодия» выходит записанная ещё в 1989 году пластинка В Багдаде всё спокойно.
В мае — июне группа участвует в акции «Рок чистой воды».
В 1991 году группа записывает альбом Бодун. Его обложка была последней, оформленной Миллером. Из первого издания была исключена песня «Столбы» из-за ненормативной лексики в тексте.
Новые альбомы существенно отличались от стилистики предыдущих. Отчасти на это повлиял более «тяжёлый» барабанщик Шавейников. Материал стал более мрачным и импровизационным.
Группа активно гастролирует в Германии. Гастроли организует немец Кристоф Карстен. Миллер и Весёлкин отдаляются от группы, да и сама группа устаёт от поведения Весёлкина на сцене, сильно злоупотребляющего алкоголем:

А.<АукцЫон> меня штрафанул на 100 марок за пьяные выходки на концерте: бил пивные кружки, пил с немцами водку и пиво прямо на сцене, резал себя и всюду брызгал кровью. Мы с Миллером все украсили туалетной бумагой. Ха! В зале драка из-за меня. Весело.— Из дневника Владимира Весёлкина. 1991 год.
Олег Гаркуша, также сильно злоупотреблявший алкоголем, играет в группе всё меньшую роль.
В 1992 году Весёлкин покидает группу, чтобы заняться сольным проектом.

### Середина 1990-х годов.Чайник винаиПтица
Фёдоров давно вынашивал идею записать песни своего друга Алексея Хвостенко. Однако тот проживал во Франции (где на гастролях у АукцЫона было мало времени).
В 1992 году Хвостенко, с трудом получивший документы, приезжает в Россию (на самолёте с гуманитарной помощью).
Группа вместе с Хвостенко записывает на студии «Титаник» в довольно сжатые сроки альбом Чайник вина. Позже Фёдоров назовёт альбом одной из лучших работ «АукцЫона».
АукцЫон всё чаще гастролирует по Европе, приобретая для таких целей подержанный автобус.
В 1993 году группа приступает к записи альбома Птица, ставшего впоследствии одной из самой популярных работ группы. Во многом это обязано тому, что песня «Дорога» вошла в саундтрек к весьма популярному фильму Алексея Балабанова «Брат-2», выпущенному уже в 2000 году. На запись ушло примерно полгода (включая репетиции). Заглавная песня была сочинена во время разразившегося путча уехавшими в деревню Фёдоровым и Гаркушей. Отношения участников в то время в группе сложились напряжённые. По воспоминаниям Фёдорова, группа была близка к распаду. Несмотря на это, участникам группы (кроме Фёдорова) альбом понравился. Фёдоров, оценивая песни, вошедшие в альбом, как одни из лучших, написанных им и Озерским, в целом называет альбом Птица одной из неудач группы.

Монтируя «Чайник вина», я осознал, что мы записали гениальную, на мой взгляд, пластинку. Мне вдруг стало понятно, что минимумом средств, ничего вроде специально не придумывая, можно делать офигенные вещи. И «Птица» была попыткой записать нечто подобное без Хвоста, чисто с «АукцЫоном». Но попытка провалилась. Сделать простую пластинку мы не смогли. «Птицу» загубили аранжировки. Предшествующие наши альбомы: «Как я стал предателем», «Бодун», «Жопа» — записаны именно так, как хотелось, они гораздо адекватнее «Птицы».— Леонид Фёдоров.
Альбом вышел двумя изданиями, с разницей в полгода (германское и российское).

### Вторая половина 1990-х годов
После Птицы группа находится в творческом кризисе. Помогло его преодолеть знакомство Фёдорова с поэзией Велимира Хлебникова (с помощью Хвостенко).
В 1995 году совместно с Хвостенко группа записывает альбом на стихи Хлебникова Жилец вершин.
Активность группы в России уменьшается. АукцЫон продолжает гастролировать по Европе (особенно часты концерты в Германии).
В ноябре 1995 года из группы увольняют гитариста Дмитрия Матковского. По словам Озерского, разногласия возникли на музыкальном (Матковский был сторонник более дисциплинированного исполнения, а саксофонист Рубанов выступал за импровизацию) и личном плане. На место Матковского приходит тубист Михаил Коловский. 22 июля 1996 года Олег Гаркуша улетает в Америку, где проходит курс лечения от алкоголизма. После этого он бросает пить.
В 1997 году впервые официально выходят альбомы Вернись в Сорренто и Д’обсервер (запись концерта в Пулковской обсерватории в 1986 году).
В этом же году Фёдоров выпускает первый сольный альбом — акустические «Четыресполовинойтонны».
В конце 1990-х — начале 2000-х годов Леонид Фёдоров увлекается сольным творчеством, вступая в союз с различными музыкантами.
В 1999 году выходит два сингла группы: Зимы не будет обозначенный как «АукцЫон, Волков, Курашов» и Небо напополам в сотрудничестве группы с Леонидом Сойбельманом.

### С 2000 года по наши дни
В 2002 году выходит альбом Это мама (сыгранная группой живьём программа), в который вошли две новые песни «Якоря», «О погоде» и «Заведующий (Копорье)» из акустического альбома Фёдорова «Четыресполовинойтонны».
15 декабря 2005 года от повторного инсульта умирает перкуссионист Павел Литвинов.
Следующий «полностью» студийный альбом — Девушки поют — вышел после 12-летнего перерыва в 2007 году. Альбом записывался в Нью-Йорке в «Stratosphere Sound Studios» при участии американских музыкантов Марка Рибо, Джона Медески, Фрэнка Лондона и Неда Ротенберга, а также российского контрабасиста Владимира Волкова.
7 октября 2011 года группа представила новый альбом Юла, который был записан уже без привлечения иностранцев. Записывался альбом в довольно сжатые сроки, в 11 дней на московской студии «Параметрика». В записи участвовал Владимир Волков, сотрудничавший с Фёдоровым (в его сольной дискографии) и участвовавший в концертных выступлениях «АукцЫона» в течение нескольких лет. Выпуску альбома предшествовало открытие 21 сентября того же года официального профиля группы на портале Youtube. В записи альбома также участвовал трубач Юрий Парфенов, который также играл с группой на концертах-презентациях альбома, а после стал постоянным участником группы.
В 2012 году выходит последний фильм российского режиссёра Алексея Балабанова «Я тоже хочу», в котором главную роль «Музыканта» сыграл участник «АукцЫона» Олег Гаркуша. Лидер группы Леонид Фёдоров выступил композитором фильма, а саундтрек картины полностью состоит из песен группы и Фёдорова.
В 2013 году группа отмечает 30-летие творческой деятельности серией концертов (Москва, Санкт-Петербург, Смоленск, Киев, Днепропетровск и др.) В декабре в честь 20-летнего юбилея альбома «Птица» группа сыграла два эксклюзивных концерта в Москве и Санкт-Петербурге, на которых были исполнены все песни из данного альбома.
2014 год — выход документального фильма «Еще», снятого режиссёром Дмитрием Лавриненко. Фильм снимался на протяжении семи лет, режиссёр ездил с группой на гастроли, присутствовал в студии при рождении альбома «Юла», передавал камеру самим музыкантам, когда они ездили в Америку записываться с Медески и Рибо, и ловил в объектив самые сокровенные моменты выступлений группы.
Предпремьерные показы фильма прошли летом в Москве и Санкт-Петербурге, с сентября 2014 года стартовал киномарафон — фильм был показан в более чем 15 городах России, а также за её пределами. В ряде городов (Москва, Екатеринбург, Калуга, Минск) концерты группы были приурочены к выходу одноимённого фильма.
По словам режиссёра Д. Лавриненко, в скором времени ожидается выход второго фильма, посвящённого сольному творчеству Леонида Фёдорова и его музыкальным проектам с В. Волковым, C. Старостиным и др.
4 декабря 2014 года — ко дню рождения А. Хвостенко, в свет выходит посмертный альбом «Скорпион», в записи которого принимали участие также музыканты группы «АукцЫон». Альбом включает в себя 22 трека, где автор исполняет как свои собственные стихи, так и басни, написанные совместно с А. Волохонским. Музыкальное обрамление для стихов создано А. Герасимовым и непосредственно самими участниками группы.
Работа над «Скорпионом» по ряду причин растянулась почти на 10 лет — с 2004 по 2013 год, за это время оба ключевых участника проекта — Хвостенко и Герасимов — ушли из жизни. После смерти Хвоста «критиком и советником» музыкантов в процессе записи стала его дочь Анна. Своё название альбом получил с лёгкой руки контрабасиста группы «АукцЫон» Владимира Волкова, по включённому в издание стихотворению «Под знаком Скорпиона». Запись в основном проходила на квартире лидера группы Леонида Фёдорова, фактического продюсера альбома, который затем сводил все треки на своей домашней студии.
В октябре 2015 года на студии «Мосфильм» группа работала над следующим полноценным альбомом «На солнце», выход которого состоялся в мае 2016 года.
В августе 2019 года стало известно, что «АукцЫон» записывает новый альбом в студии «Мосфильма» параллельно с неназванным сольным проектом Леонида Фёдорова. Релиз пластинки, получившей название «Мечты», состоялся 24 апреля 2020 года. Первым синглом из альбома стала песня «Тиша», опубликованная 4 апреля. Вторым — титульная композиция «Мечты», появившаяся 14 апреля. На обе песни были сняты клипы.

## Состав

### Текущий состав
- Леонид Фёдоров — вокал, электрогитара, акустическая гитара, перкуссия (1978—наши дни)
- Виктор Бондарик — бас-гитара (1980—1983, 1985—наши дни)
- Олег Гаркуша — шоу, тексты, декламация, вокал, шейкер, рожок (1980—наши дни)
- Дмитрий Озерский — тексты, клавишные, перкуссия, труба (1981—наши дни)
- Николай Рубанов — саксофон, бас-кларнет, жалейка, клавишные (1986—наши дни)
- Борис Шавейников — ударные (1988—наши дни)
- Михаил Коловский — туба, тромбон (1995—наши дни)
- Владимир Волков — контрабас, клавишные (2007—наши дни)

### Технический персонал
- Михаил Раппопорт — звукорежиссёр

### Бывшие участники
- Сергей Мельник — гитара (1981—1983)
- Евгений Чумичёв — ударные (1981—1983)
- Сергей Губенко — бас-гитара (1983)
- Сергей Рогожин — вокал (1985—1987)
- Игорь Черидник — барабаны (1985—1989)
- Николай Федорович — саксофон (1985—1986)
- Игорь Скалдин — гитара (1986, 1989)
- Павел Литвинов — перкуссия (1987—2005)
- Дмитрий Матковский — гитара (1987—1995)
- Владимир Весёлкин — танцы, вокал (1987—1992)
- Евгений Дятлов — вокал, скрипка (1989)
- Юрий Парфёнов — труба (2011—2025)

## Музыканты, сотрудничавшие с АукцЫоном
- Хвост (Алексей Хвостенко)
- Егор Летов
- Святослав Курашов
- Леонид Сойбельман (Не Ждали, Kletka Red и др.)
- Сергей Старостин
- Фрэнк Лондон (Frank London)
- Марк Рибо (Marc Ribot)
- Джон Медески (John Medeski)
- Нед Ротенберг (Ned Rothenberg)
- Дмитрий Кутергин
- Анатолий Герасимов
- Аркадий Шилклопер
- Всеволод Гаккель
- Гавриил Лубнин
- Сергей Шнуров

## Дискография

### Студийные альбомы
- Вернись в Сорренто (1986)
- Как я стал предателем (1989)
- В Багдаде всё спокойно (1989)
- Жопа (1990)
- Бодун (1991)
- Птица (1994)
- Это мама (старый и новый материал «живьём» в студии, 2002)
- Девушки поют (2007)
- Юла (2011)
- На Солнце (2016)[27]
- Мечты (2020)

### Хвост и АукцЫон
- Чайник вина (1992)
- Жилец вершин (1995)
- Опыт постороннего творческого процесса (1995)
- Скорпион (Хвост, Герасимов и АукцЫон) (2014)

### Синглы
- Зимы не будет (1999, АукцЫон-Волков-Курашов)
- Небо напополам (1999, АукцЫон и Сойбельман)

### Концертные записи и сборники
- Д’обсервер (концертная запись, 1986)
- Рио-де-Шушары (концертная запись, 1986) (официально издан в 2014 году)
- В Багдаде всё спокойно 1987 (концертная запись, 1987) (официально издан в 2015 году)
- Верпования[28] (концертная запись 1992, Хвост и АукцЫон)
- Опыт постороннего творческого процесса (концертная запись 1995, Хвост и АукцЫон)
- АукцЫон (сборник, 1995)
- Легенды русского рока (сборник, 1999)
- Дорога (сборник, 2001)
- Pioneer (Пионер) (сборник, 2006)
- LIVE. Концерт В ДК Ленсовета 21.04.2007 (концертная запись, 2010)
- Лётчик хочет… Или осколки свободы (сборник, 2010)

### Видео
- Рок (1987), режиссёр Алексей Учитель
- Выступление на фестивале «Рок чистой воды», Волгоград, 22.05.1990 (концертный бонус-DVD из коллекционного издания альбома Жопа, 2011)
- Концерт в Тольятти, 08.09.1990 + Концерт в Театре на Фонтанке, 20.01.1991 + VIII Ленинградский рок-фестиваль, 12.03.1991 (концертный бонус-DVD из коллекционного издания альбома Жопа, 2011)
- Рок в России (1991), режиссёр Алексей Учитель
- АукцЫон у Митьков (квартирник, 1994)
- Аукцыон в программе Воскресение с Дмитрием Дибровым (1994) (Концертный бонус DVD из подарочного издания альбома Птица)
- Хвост и АукцЫон «Опыт постороннего творческого процесса»[29] (квартирник, 1995, издан на DVD в 2004)
- АукцЫон без саксофона (концерт, 1997)
- Программа Решето (1998)
- Как слышится так и пишется[30] (DVD с клипами и интервью, 2005)
- Девушки поют, концертЫ (концертный DVD, 2007)
- Ещё (2014), режиссёр Дмитрий Лавриненко

Видеоклипы
- Деньги это бумага (1986)
- Женщина (1987)
- Волчица (1988)
- Осколки (1988)
- Нэпман (1988)
- Полька (1988)
- Колпак (1990)
- Дорога (1995)
- Призраки (1995)
- Моя любовь (1996)
- Мечты (2020)

### Саундтреки
- 2000 — «Брат 2» — «Дорога»
- 2001 — «Механическая сюита» — «Далеко»
- 2003 — «Бумер» — «Зимы не будет»
- 2008 — «Закрытые пространства» — «Далеко», «Летел и таял», «Чёрное и белое»
- 2012 — «Я тоже хочу» — «Голова-Нога», «Весна», «Тетрадь», «Зимы не будет — 1», «Жи Доголонога — 2», «Душа», «Зимы не будет — 2», «Элегия»

## Кинематограф
В художественном телесериале 2003 года режиссёра Дмитрия Месхиева «Линии судьбы» на протяжении всего фильма звучит в различных исполнениях песня «Зима», которая принадлежит творчеству группы «АукцЫон».
В 2012 году вышел последний фильм режиссёра Алексея Балабанова «Я тоже хочу», в котором участник группы «АукцЫон» Олег Гаркуша исполнил главную роль музыканта.
Лидер группы Леонид Фёдоров стал композитором фильма. При этом саундтрек картины полностью состоит из песен Фёдорова и группы «АукцЫон».
Фёдоров также должен был изначально играть главную роль в картине, однако в силу обстоятельств этого не произошло.